# Wilhuff Tarkin
Wilhuff Tarkin es un personaje ficticio de la franquicia de Star Wars, introducido en la película original de Star Wars de 1977 (interpretado por Peter Cushing) como uno de sus dos villanos centrales, junto con Darth Vader. En la película, Tarkin es representado como un oficial de alto rango del Imperio Galáctico, puesto a cargo de las operaciones en la Estrella de la Muerte, la estación de batalla del tamaño de un planeta enano del Imperio. Ordena la destrucción del planeta Alderaan por el superláser de la estación y es asesinado al final de la película por Luke Skywalker, que destruye la Estrella de la Muerte con Tarkin todavía a bordo.
Fuera de la película original, Tarkin ha aparecido en varios medios canónicos y no canónicos de Star Wars, incluidas las series animadas The Clone Wars, Rebels y The Bad Batch, y las películas Revenge of the Sith y Rogue One. También es el protagonista de la novela Tarkin de 2014, que detalla la historia de fondo del personaje y su ascenso al poder dentro de las filas del Imperio. En la novela, Tarkin aboga por la Doctrina Tarkin, un sistema militar basado en "la amenaza de la fuerza, en lugar de la fuerza misma". Su filosofía se convierte en el centro de la política imperial y le otorga el puesto de primer Gran Moff en el Imperio.
Tras su primera aparición en Una Nueva Esperanza, el personaje se convirtió en uno de los villanos más recordados y despiadados de la saga para los fanes, saliendo en multitud de productos audiovisuales y multimedia.

## Concepto y creación
El personaje del gobernador Tarkin se concibió originalmente como un hombre santo del planeta Aquila, pero más tarde en el proceso creativo se transformó en un antagonista. Como el Emperador no aparecería hasta más tarde en la trilogía original, Lucas usó la versión final de Tarkin como el "villano principal" de la primera película, una personificación del Imperio. Según un libro creado para ayudar a promocionar la película original en los posibles cines, Tarkin aspira a convertirse en Emperador. 

### Representaciones
Durante la producción de Star Wars, Peter Cushing descubrió que las botas de Tarkin, proporcionadas por el departamento de vestuario, eran muy incómodas. El director George Lucas acordó limitar las tomas en las que los pies de Cushing serían visibles, permitiéndole usar pantuflas. Cushing admitió muchos años después que no sabía qué era en realidad un "Gran Moff", bromeando diciendo que sonaba como "algo que infesta un armario de ropa" y decidió interpretarlo como un "caballero profundamente enfadado y desagradable".
En la precuela de 2005 La venganza de los Sith, Wayne Pygram pudo lograr la semejanza de una versión joven de Tarkin mediante el uso de prótesis de maquillaje. Para su actuación como Tarkin en la serie animada The Clone Wars, el actor de voz Stephen Stanton investigó las actuaciones de Cushing y luego trató de imitar cómo podría haber sonado Cushing a mediados de los treinta y suavizar su voz para representar un nivel de humanidad.
En la película de antología Rogue One de 2016, imágenes de archivo y un escaneo digital de la máscara de vida de Peter Cushing se realizaron para la película de 1984 Top Secret , se usaron para crear una máscara 3D CGI que fue aumentada y asignada a la cara del actor Guy Henry. Henry había estudiado los gestos de Cushing muchos años antes para el papel principal en el programa de televisión británico Young Sherlock, pero insistió en una prueba de pantalla porque no estaba seguro de que su imitación vocal fuera precisa, afirmando que sonaba más "Peter O'Toole que Peter Cushing". El equipo de ILM buscó horas de metraje para encontrar material adecuado de Cushing para construir. El metraje de A New Hope se iluminó de manera muy diferente a la iluminación utilizada en Rogue One y tuvo que cambiarse digitalmente. Cuanto más manipulaban la iluminación para que coincidiera con los otros actores en las escenas, menos se parecía a Cushing el modelo del personaje, lo que significaba crear un acto de equilibrio entre "una figura digital" y "uno que se parecía precisamente a Cushing". Los propietarios de la herencia de Cushing estuvieron muy involucrados con la creación y tuvieron aportes hasta "pequeños y sutiles ajustes". El resultado, que ha sido llamado "una de las recreaciones CGI más complejas y costosas de la historia", recibió una respuesta mixta, con preguntas sobre la moralidad de usar la imagen de un actor muerto.

## Apariciones

### Película

#### Una nueva esperanza (1977)
Presentado en la primera película de la trilogía original de Star Wars, el gobernador Tarkin es el Gran Moff del Imperio Galáctico y comandante de la Estrella de la Muerte. Después de que el Emperador Palpatine disuelve el Senado Imperial, Tarkin y Darth Vader (interpretado por David Prowse, con la voz de James Earl Jones) están encargados de perseguir y destruir la Alianza Rebelde. Amenaza a la princesa Leia Organa (Carrie Fisher) con la destrucción de su planeta natal, Alderaan, si Leia no revela la ubicación de la base principal de operaciones Rebelde. Finalmente cuando Leia parece ceder esta nombra el planeta Dantooine como la ubicación de la base rebelde, no obstante Tarkin ordena la destrucción del planeta Alderaan, esto bajo el pretexto de que con la esperanza de hacer un ejemplo del apoyo del planeta a la Rebelión. Más tarde un oficial imperial le informa que enviaron un escuadrón imperial al planeta Dantooine, pero solo encontraron con una base abandonada hace mucho tiempo, revelando que la información obtenida por Leia resultó ser falsa, ante esto Tarkin ordena la ejecución de la princesa por haberlos engañado.
Permite que los rebeldes escapen de la Estrella de la Muerte con Leia después de colocar una baliza de seguimiento en el Halcón Milenario para encontrar la base rebelde. Ordena a la Estrella de la Muerte que destruya la base Rebelde en Yavin IV. En el clímax de la película, Tarkin se niega a creer que la Estrella de la Muerte pueda encontrarse en riesgo por el ataque de los cazas estelares rebeldes X-Wing, negándose a evacuarla, ya estando tan cerca del "Momento del Triunfo". Posteriormente el joven Luke Skywalker (Mark Hamill), logra destruir la Estrella de la Muerte disparando torpedos en el puerto de escape, donde Tarkin es visto por última vez sumido en sus pensamientos segundos antes de que explote la estación de batalla y como resultado este termina muriendo en la explosión, como consecuencia de su propia obstinación y soberbia.

#### La venganza de los Sith(2005)
Al final de Star Wars: Episodio III - La venganza de los Sith, la película final de la trilogía de precuelas de Star Wars, una versión más joven de Tarkin, interpretada por Wayne Pygram, hace un cameo supervisando la construcción de la Estrella de la Muerte original, de pie junto a Darth Vader (Hayden Christensen) y el Emperador Palpatine (Ian McDiarmid).

#### Rogue One (2016)
En la película Rogue One (que tiene lugar justo antes de los acontecimientos de A New Hope), Orson Krennic (Ben Mendelsohn), Director de Investigación de Armas Avanzadas para las Fuerzas Armadas Imperiales, se reúne con Tarkin, quien expresa su escepticismo sobre la gestión de Krennic del proyecto Estrella de la Muerte. Tarkin supervisa el primer ataque de la Estrella de la Muerte contra la Rebelión cuando se usa para destruir la Ciudad Sagrada del planeta Jedha. Impresionado, felicita a Krennic antes de anunciar que tomará el mando de la Estrella de la Muerte a partir de ese momento, señalando las brechas de seguridad que ocurrieron bajo el mando de Krennic (para disgusto de Krennic) y tomando como excusa la deserción del piloto imperial, Bohdi. Más adelante en la película, se informa a Tarkin de un ataque rebelde a Scarif, el planeta donde se guardan los planos de la Estrella de la Muerte. Él ordena el salto al hiperespacio al planeta, donde se desarrolla una batalla en curso entre el Imperio y la Alianza Rebelde. Tarkin tiene como objetivo usar la Estrella de la Muerte para destruir la base de Scarif, matando a Krennic, Jyn Erso (Felicity Jones), Cassian Andor (Diego Luna) y cualquier otro sobreviviente de la batalla terrestre, esto con tal de frustrar el robo de los planos de la estación de combate, pero este acto finalmente fracaso, ya que los rebeldes lograron huir con dicha información.

### Serie de televisión

#### The Clone Wars(2010-2013)
En la serie de televisión animada Star Wars: The Clone Wars, ambientada durante los eventos de la trilogía de la precuela, un Tarkin más joven (con la voz de Stephen Stanton) es representado como Capitán y luego como Almirante en la Armada de la República Galáctica.
En la tercera temporada, el Capitán Tarkin y el Maestro Jedi Even Piell (Blair Bess) son emboscados y atacados por fuerzas separatistas. Prisioneros de la Ciudadela, Tarkin y Piell son liberados del cautiverio por un equipo de rescate. Inicialmente pesimista acerca de estar en territorio enemigo, Tarkin se pone en desacuerdo con el Caballero Jedi Anakin Skywalker (Matt Lanter), pero sus respectivas opiniones mejoran cuando cada uno se da cuenta de que ambos conocen al Canciller Supremo Palpatine (Ian Abercrombie). Durante una escaramuza, Tarkin lucha e intenta ejecutar al guardián de la ciudadela Osi Sobeck (James Arnold Taylor), pero falla cuando Sobeck rápidamente toma represalias y casi lo mata. Sin embargo, Tarkin es rescatado justo a tiempo por la padawan de Anakin, Ahsoka Tano (Ashley Eckstein).
En la quinta temporada, Tarkin, ahora un almirante, sospecha que Ahsoka fue el autor intelectual de un ataque terrorista en el Templo Jedi e intenta arrestar al padawan. Después de que Ahsoka es recapturada, Tarkin solicita que la Orden Jedi la expulse y la entregue a la República para que pueda recibir un juicio más "imparcial". Los Jedi conceden y Ahsoka es juzgada ante un jurado de senadores, con Tarkin encabezando la acusación mientras Padmé Amidala (Catherine Taber) encabeza la defensa. A pesar de la impresionante defensa de Padmé, Tarkin pone en duda al mencionar que Ahsoka había sido vista con la Jedi Oscura Asajj Ventress (Nika Futterman). Después de que concluyen los argumentos de Tarkin y Padmé y el jurado llega a un veredicto que Palpatine está a punto de leer, llega Anakin con Barriss Offee (Meredith Salenger), la verdadera mente maestra del ataque.

#### Star Wars Rebels(2014–2018)
En la serie de televisión Star Wars Rebels, Tarkin (expresado una vez más por Stanton) comienza como Gobernador de los territorios del Borde Exterior, incluido Lothal, pero finalmente recibe su título de Gran Moff. Visita el planeta Lothal para lidiar con su creciente actividad Rebelde, y reprende al Ministro Maketh Tua (Kath Soucie), al Agente Kallus (David Oyelowo) y al Inquisidor por sus repetidos fracasos para detener a la célula Rebelde del planeta. Tarkin hace que el Inquisidor ejecute al Comandante Aresko y al Capataz Grint (ambos David Shaughnessy) por su incapacidad para tratar con el líder de la célula, el Caballero Jedi Kanan Jarrus (Freddie Prinze Jr.). Más tarde, Tarkin les tiende una trampa a los rebeldes y logra capturar a Kanan durante su misión de enviar un mensaje a través de una de las torres de comunicación del planeta. El mensaje de los rebeldes se envía, pero Tarkin luego ordena que se destruya la torre. Kanan es torturado por el Inquisidor y transportado al sistema Mustafar a bordo del Destructor Estelar de Tarkin. Durante el rescate de Kanan por parte de las fuerzas rebeldes, el Destructor Estelar de Tarkin es destruido y el Inquisidor muere. En Lothal, Tarkin le presenta al Agente Kallus a Darth Vader (James Earl Jones).
Tomando la pérdida de su Destructor Estelar como algo personal, Tarkin ordena que Maketh Tua sea llevada ante él por no haber encontrado a los rebeldes de Lothal. Conociendo el verdadero significado detrás de la invocación después de la muerte de Aresko y Grint, Tua intenta desertar, pero la matan antes de que pueda dejar Lothal. Tarkin aparece más tarde en el estreno de la tercera temporada, donde se encuentra con la gobernadora Pryce (Mary Elizabeth Glynn) con respecto a los rebeldes de Lothal. Posteriormente, accede a su solicitud de uso de la Séptima Flota, comandada por el Gran Almirante Thrawn (Lars Mikkelsen). Tarkin aparece a través de un holograma en el final de la tercera temporada, y se le informa sobre el ataque inminente de Thrawn en Atollon para bloquear un ataque rebelde coordinado en Lothal. Hacia el final de la cuarta temporada, advierte a Thrawn que debe demostrar el valor de su programa TIE Defender, el diseño prototipo de Thrawn de un nuevo Imperial Star Fighter, o se cerrará a favor de desviar recursos al "proyecto Stardust" de Krennic, que finalmente se convertiría en la Estrella de la Muerte.

#### Star Wars: The Bad Batch(2021)
Tarkin (con la voz nuevamente de Stanton) aparece en la serie de Disney+ Star Wars: The Bad Batch, ambientada entre los eventos de The Clone Wars, La Venganza de los Sith y Rebels. En el episodio de estreno, "Aftermath", el almirante Tarkin llega a Kamino para discutir con el primer ministro Lama Su si el Imperio debería continuar produciendo soldados clon, señalando que los soldados reclutados serían menos costosos. Más tarde evalúa a la Fuerza Clon 99, un grupo de soldados clon mejorados genéticamente también conocido como Bad Batch, a través de una simulación de batalla. Aunque impresionado por sus extraordinarias habilidades, también nota desobediencia en ellos. Luego los envía al planeta de Onderon para eliminar a un grupo de refugiados liderados por Saw Gerrera, como prueba de su lealtad. Cuando Bad Batch desobedece las órdenes, Tarkin los arresta, pero separa al miembro de Bad Batch, Crosshair, de los demás después de notar que es más leal al Imperio. Tarkin hace que la científica kaminoana Nala Se intensifique la programación del chip inhibidor de Crosshair, volviéndolo contra sus compañeros de equipo, que escapan de Kamino. 
Más tarde, Tarkin es ascendido a gobernador, y en el episodio "Reemplazos", pone a Crosshair a cargo de un "escuadrón de élite" de soldados reclutados, que luego son enviados para terminar la misión que Bad Batch había abandonado. Después de que la misión tiene éxito, Tarkin ve potencial para los reclutas.  En el episodio "Regreso a Kamino", después de que Kamino es evacuado, Tarkin ordena al vicealmirante Rampart que destruya las instalaciones de clonación.

### Novelas
Tarkin aparece en Catalyst: A Rogue One Novel, la novela precuela de Rogue One, donde Tarkin forma una rivalidad con el director de Armas Avanzadas, Orson Krennic.

#### Tarkin(2014)
Star Wars: Tarkin explora los orígenes del personaje principal y narra cómo se encuentra y se alinea con el emperador Palpatine y Darth Vader antes de los eventos de A New Hope. La novela fue una de las primeras cuatro novelas canónicas que se publicaron en 2014 y 2015. Se presenta el Destructor Estelar de Tarkin, el Executrix; luego aparece en Rogue One. 

#### Desde un cierto punto de vista(2017)
En el cuento de Glen Weldon "Of MSE-6 and Men", incluido en la antología From a Certain Point of View, se revela que Tarkin estuvo durmiendo con el soldado de asalto TK-421 durante los eventos de A New Hope, después de capturar Leia Organa, pero antes su armadura fue robada por Luke Skywalker para rescatarla a ella (Leia). 

### Legends
Con la adquisición de Lucasfilm por parte de The Walt Disney Company en 2012, la mayoría de las novelas y cómics con licencia de Star Wars producidos desde la película original de 1977 Star Wars fueron renombrados como Star Wars Legends y declarados no canónicos de la franquicia en abril de 2014.
En el Universo Expandido de Star Wars, Tarkin aparece en varias novelas, incluyendo Death Star, Cloak of Deception, Rogue Planet y Dark Lord: The Rise of Darth Vader. La serie de cómics original de Marvel Star Wars presenta una poderosa superarma llamada "The Tarkin" en honor al difunto Grand Moff. Su protegida y amante, Natasi Daala, aparece más tarde como antagonista frecuente en novelas ambientadas después de su muerte.
El material de juego de rol de West End Games describe la "Doctrina Tarkin", que enfatiza gobernar "a través del miedo a la fuerza, en lugar de la fuerza misma", y se ha mencionado varias otras veces en el canon de Star Wars .También se le menciona durante la serie de novelas de la Nueva Orden Jedi por haber estado presente en Zonama Sekot con Anakin Skywalker. En la serie de cómics Darth Vader and the Lost Command, se ve a Tarkin diciéndole a Vader sobre un convoy perdido de naves imperiales y agrega que su propio hijo estaba al mando del convoy y también está desaparecido.